# Альфредо Дель Агіла
Альфредо Дель Агіла Естрелла (ісп. Alfredo del Águila Estrella, нар. 3 січня 1935, Мехіко, Мексика — пом. 26 липня 2018) — мексиканський футболіст, який грав на позиції нападника.

## Клубна кар'єра
Дорослу футбольну кар'єру розпочав 1955 року в клубі «Некакса», в якому провів один сезон (1955/56). З 1958 по 1962 рік виступав за «Толуку». Потім грав за столичний «Клуб Америка», у футболці якого виграв кубок (1964/65) та Прімера Дивізіон Мексики (1965/66). У команді провів 7 сезонів.

## Кар'єра в збірній
У футболці національної збірної Мексики дебютував 26 лютого 1956 року в нічийному (1:1) поєдинку проти Коста-Рики. Першим голом у національній команді відзначився 8 березня того ж року в програному (1:2) поєдинку проти Бразилії. Останній поєдинок у футболці мексиканської збірної зіграв 28 травня 1967 року, проти збірної СРСР (0:2).
Ключовим моментом у кар'єрі Альфредо стали виступи на чемпіонаті світу 1962 року. Дель Агіла на цьому турнірі в поєдинку проти Чехословаччини на 29-й хвилині відзначився голом, вивівши мексиканців вперед (2:1) у рахунку. Поєдинок завершився з рахунком 3:1, таким чином збірна Мексики здобула першу перемогу у фінадбних частинах чемпіонатів світу.

## Досягнення
«Клуб Америка»
- Прімера Дивізіон Мексики
  -  Чемпіон (1): 1965/66
  -  Срібний призер (1): 1966/67

- Кубок Мексики
  -  Володар (1): 1964/65

Мексика
- Срібний призер Ігор Центральної Америки та Карибського басейну: 1954